# 삼각근

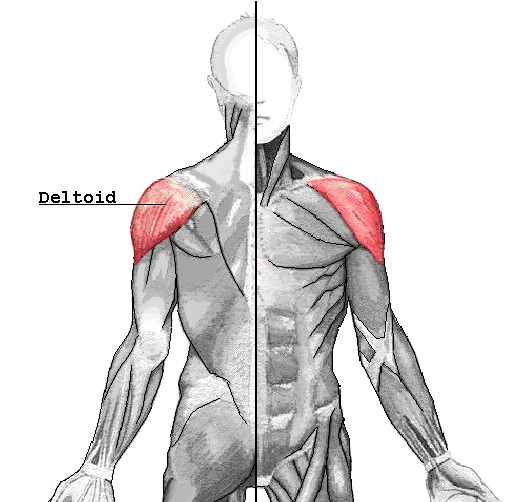
삼각근

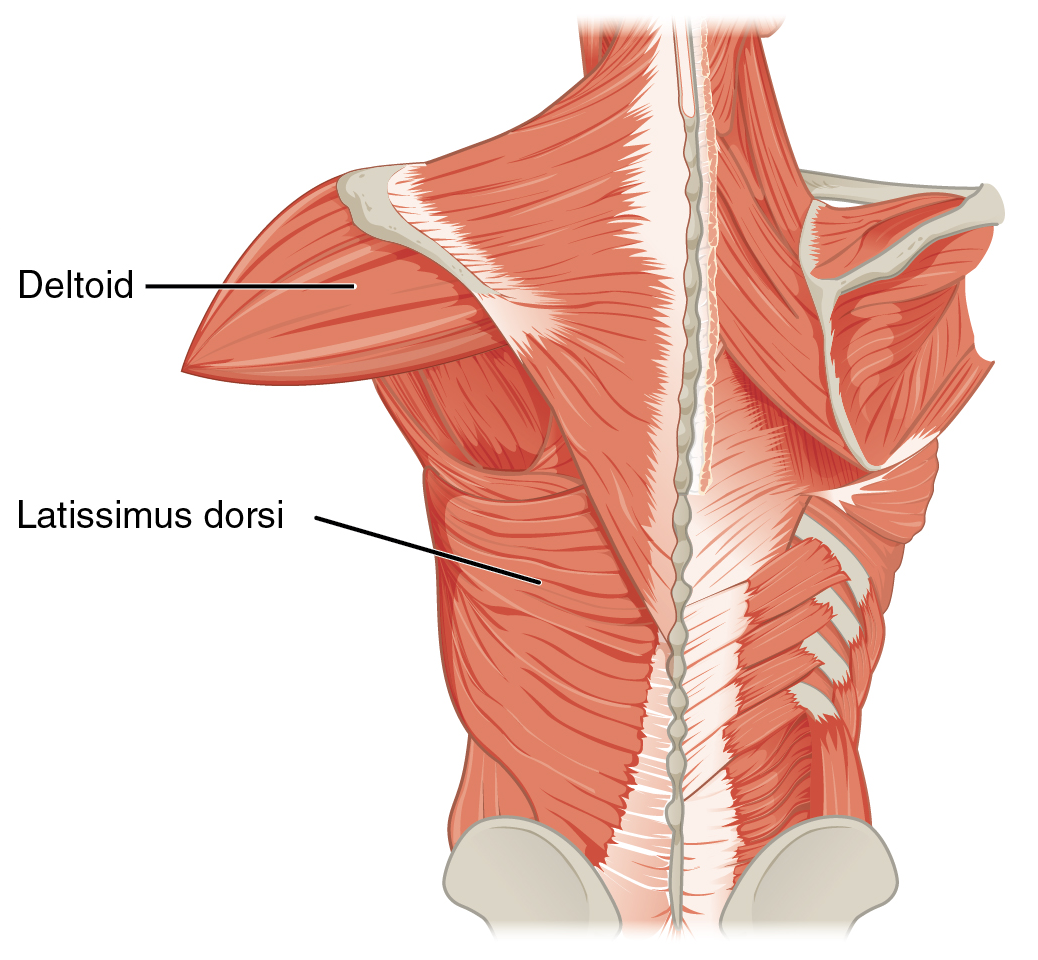
척추에 상지를 연결시키는 근육

삼각근(deltoid muscle) 혹은 어깨세모근은 어깨에 원형 윤곽을 형성하는 근육이다. 집에서 길러진 고양이 같은 동물들에게도 흔한 어깨 근육이다. 해부학적으로 세 개의 각각 다른 섬유 세트로 구성되어 있다.
1. 전방 혹은 쇄골 부분(pars clavicularis)
2. 후방 혹은 견갑골 부분(pars scapularis)
3. 중간 혹은 견봉 부분(pars acromialis)

그러나 근전도검사(electromyography)에서는 삼각근이 신경계통(nervous system)에 의하여 독립적으로 조절될 수 있는 7개 그룹 이상으로 이뤄져 있다고 한다.
이전에는 'deltoideus'(복수형 'deltoidei')라고 하였으며, 지금도 일부 해부학자는 이렇게 쓴다. 그리스 알파벳 대문자 델타(Δ)를 닮은데서 이름이 유래했다. 구어에서는 'delt'라고 줄여서 사용한다.
30명의 어깨를 조사한 한 연구에서는 삼각근 무게가 84~366그램으로 다양하여 평균 191.9그램이다.

## 구조
이전 연구에서는 삼각근건(tendon of the deltoid muscle)의 정지점(insertion)은 '머리(head)'라고 하는 별개의 세 근섬유(muscle fiber)를 형성한다고 하였다.
1. 전방섬유(anterior fiber) 혹은 쇄골섬유(clavicular fiber)는 전연(前緣, anterior border) 대부분과 쇄골(clavicle) 외측 1/3 지점(lateral third of the clavicle)의 상부 표면에서 시작된다.[4] 전방기시점(anterior origin)은 대흉근(pectoralis major muscle) 외측섬유(lateral fiber) 근처에 있는데, 삼각근과 대흉근 각각의 끝힘줄(end tendon)도 마찬가지이다. 이 근섬유들은 밀접하게 연관되어 있으며 요골측피부정맥(cephalic vein)이 관통하며 지나가는 작은 시신경교차 공간(chiasmatic space)만이 삼각근과 대흉근이 이어지는 근육 덩어리가 되는 것을 막는다.[5]
  - 전방삼각근(anterior deltoids)[6]은 앞삼각근(front delts)[7]이라고도 한다.
2. 중간섬유(intermediate fiber) 혹은 어깨섬유(acromial fiber)는 견갑골(scapula) 견봉돌기(acromion process)의 상방 표면(superior surface)에서 시작된다.[4]
  - 흔히 외측삼각근(lateral deltoid)이라 한다.[8] 또한 중간삼각근(middle delts),[7] 바깥삼각근(outer delts),[9] 혹은 옆삼각근(side delts)[8]이라 한다.
  - 내측삼각근(medial deltoid)이라고 잘못 불린다.[10] 기시점(origin)이 삼각근의 가장 작은 내측 부위이기에 틀린 것이다.
3. 후방섬유(posterior fiber) 혹은 척추섬유(spinal fiber)는 견갑골 척추(spine of the scapula)의 후연(後緣, posterior border)의 하순(lower lip)에서 시작된다.[4]
  - 이들은 후방삼각근(posterior deltoid)[11] 혹은 후면삼각근(rear deltoid)[12] 줄여서 rear delts[13]라고 부른다.

피크(R. Fick)는 이 세 섬유군 혹은 부위(part, 라틴어 pars)를 7개의 기능 요소로 나누었는데, 카판지(Ibrahim Adalbert Kapandji)와 사코마(Sakoma Yoshimasa) 등도 이 분류를 따랐다. 전방부위는 2개의 요소(I, II), 측면부위는 1개(III), 후방부위는 4개(IV, V, VI, VII)로 구성되어 있다. 상지(upper limb)를 몸통 옆에 나란히 두는 표준 해부학적 자세(standard anatomical position)에서, 중심 요소(central component)(II, III, IV)는 외전축(axis of abduction) 측면에 있어서, 동작 시작부터 외전을 만들어내는 반면, 다른 요소들(I, V, VI, VII)은 내전근(adductor)으로 작용한다. 외전을 하면, 항상 내전근으로만 작용하는 VI, VII를 제외한 I, V는 측면으로 밀려나고 순서에 따라 외전하게 된다.

### 정지점
이러한 대규모 기시점에서부터 섬유들은 상완골(humerus) 골간(shaft)의 외측(lateral aspect) 한 가운데에 있는 삼각근조면(三角筋粗面, deltoid tuberosity) 위의 정지점(insertion)으로 수렴한다. 중간섬유는 수직으로 지나가고, 전방섬유는 비스듬하게 앞을 향하여 그리고 측면으로 지나간다.
기존에는 정지점이 하나라고 설명되어 왔지만, 삼각근 정지점은 근육의 세 기시 영역(area of origin)에 상응하여, 식별가능한 2-3 영역으로 나뉘어 있다. 정지점은 사이에 조직간 공백(tissue bridge)이 끼어 있는 강력한 전방 후방 근막적 연계성(fascial connection)이 있는 아치형 구조이다. 또한 정지점은 깊은 상완근막(deep brachial fascia)에 신전(extension)을 분출한다. 또한 삼각근막(deltoid fascia)은 상완근막(brachial fascia)에 기여하며, 내측상완근간중격(medial intermuscular septa of arm)과 외측상완근간중격(lateral intermuscular septa of arm)에 연결된다.

### 혈액공급
삼극근은 흉견봉동맥(thoracoacromial artery) 견부지맥(acromial branch)과 삼각근지맥(deltoid branch) 여러 가닥들, 곡절상완근동맥(circumflex humeral artery), 심부상완동맥(profunda brachii artery) 삼각근지맥(deltoid branch)에 의해 혈액이 공급된다.(Standring, 2005).

### 신경공급
삼각근에는 액와신경(axillary nerve)이 분포되어 있다. 액와신경은 경신경(cervical nerves) C5와 C6의 전지(anterior ramus)로부터 시작되어, 상부체간(superior trunk), 상부체간후방구간(posterior division of the superior trunk), 완신경총(brachial plexus)의 후방핵(posterior cord)을 경유한다.
연구들은 삼각근에는 7개의 신경근부분(neuromuscular segment)들이 있다고 한다. 이중 3개는 해부학적 삼각근 전방두(anterior head of the deltoid)에 있으며, 하나는 해부학적 중반두(middle head), 3개는 후방두(posterior head of the deltoid)에 있다고 한다. 이러한 신경근적 부분은 액와신경의 더 가느다란 지맥에 의해 공급받고, 대흉근(pectoralis major)과 극상근(supraspinatus)을 포함한 견대(shoulder girdle)의 다른 근육들과의 조절로 일한다.
액와신경은 유방암 수술로서 겨드랑이 수술 절차에서 손상입기도 한다. 그것은 상완골 머리의 전방탈구(anterior dislocation of the head of the humerus)로 인해 손상입을 수 있다.

## 기능

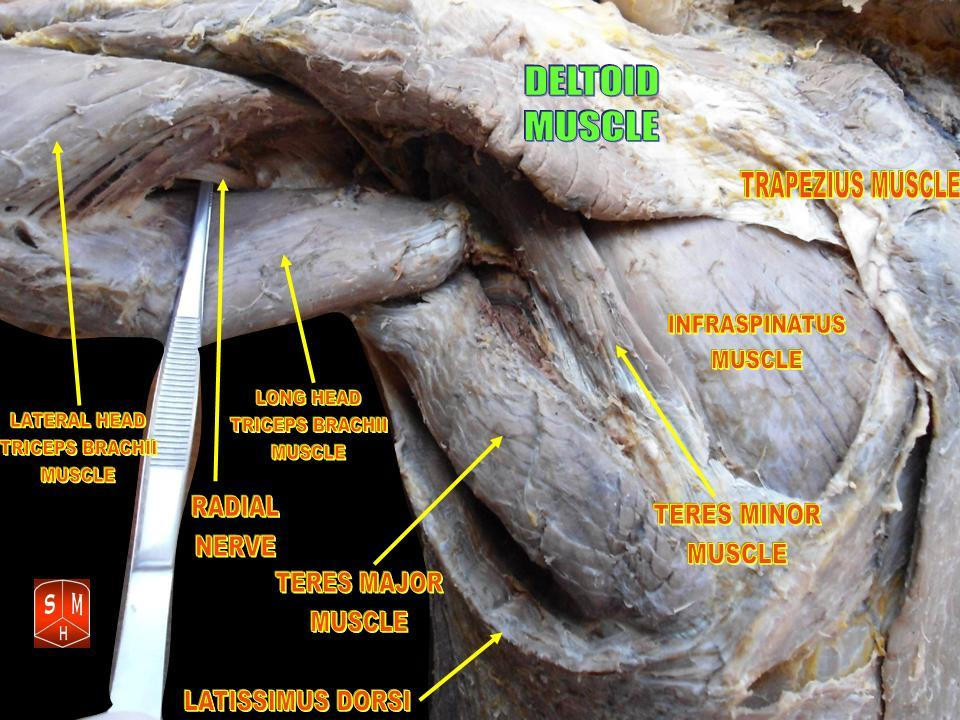
외전(abduction) 중인 상지(superior limb)의 삼각근

모든 섬유가 동시에 수축하면, 삼각근은 관상면(frontal plane, 해부학에서 사용하는 몸을 앞뒤로 나누는 가상 평면)을 따라서 팔 외전의 주동근(prime mover)이 된다. 팔은 최대 효과를 갖기 위하여 반드시 삼각근을 향하여 내회전(medial rotation)하게 된다. 이로 인해 삼각근은 팔 내전 시 대흉근(pectoralis major)과 광배근(latissimus dorsi)의 길항근(antagonist muscle)이 된다. 전방섬유(anterior fiber)는 어깨를 굴곡(flex)시키는 대흉근을 돕는다. 전방삼각근(anterior deltoid)은 상완골을 내회전(internal rotation, medial rotation)하는 견갑하근(subscapularis), 대흉근, 광배근과 함께 움직이기도 한다. 중간섬유(intermediate fiber)는 어깨가 내회전할 때 기본적인 어깨 외전을 수행하고, 어깨가 외회전(external rotation)할 때는 어깨 수평외전(transverse abduction)을 수행한다. 로우 운동(row ing movement)과 같은 어깨가 내회전된 상태에서의 수평신전(transverse extension)하는 동안에는 중간섬유가 그다지 사용되지 않으며, 후방섬유(posterior fiber)가 사용된다. 후방섬유는 광배근을 도와서 어깨를 신전(extend)시킨다. 다른 수평신전근(transverse extensor)인 극하근(infraspinatus)과 대원근(teres minor)도 외회전근(external rotator, lateral rotator)으로서 전방삼각근과 함께 작동하며, 대흉근이나 광배근과 같은 강력한 내회전근(internal rotator)에 대한 길항근(antagonist)가 된다.
삼각근의 중요한 기능은 무거운 물건을 옮길 때 상완골두(humeral head)가 탈구(dislocation)되는 것을 방지해 준다는 것이다. 외전 기능은 파머스 워크(farmer's walk)처럼 허벅지가 물건을 때리지 않도록 물건과 안전한 거리를 유지하는데 도움을 주기 위해 필요하기도 하다. 또한 팔과 손의 조종에 필요한 어깨관절(glenohumeral joint)이 신속정확하게 움직이게 한다. 중간섬유는 가징 효율적인 자세에서 이 역할을 수행하지만, 레터럴 레이즈(lateral raise) 같은 기본 외전 운동처럼 전방섬유와 후방섬유의 동시수축(co-contraction)이 이를 돕는다.
삼각근은 견갑판(scapular plane)에서 팔을 들어올리는 역할을 하며, 팔을 드는 동안의 수축 역시 상완골두를 들어올린다. 견봉(acromion)의 하면 방향으로 삼각근이 상완골두를 누르는 것과, 극상근건(supraspinatus tendon)을 다치게 하는 것을 막고자, 회전근개(rotator cuff) 근육의 일부가 동시수축한다. 극하근과 극상근은 주로 이 역할을 한다. 그럼에도 팔을 30° - 60° 올릴 때 상완골두가 1-3 mm 상향이동(upward movement)하는 것이 있다.

## 임상적 의의
삼각근에수 흔한 질병은 파열(tears), 지방위축(fatty atrophy), 골부착부병(enthesopathy)이 있다. 삼각근파열은 흔치 않으며, 외상성 어깨 탈구나 심한 회전근개 파열과 자주 연관된다. 근위축(muscle atrophy)은 고령, 사용하지 않음, 신경제거(denervation), 근육위축병(muscular dystrophy), 악액질(cachexia) 의원성 상해(iatrogenic injury) 등의 원인이 있다. 삼각근 상완골 골부착부병은 기계적 응력(mechanical stress)에 관한 매우 드문 증상이다. 역으로 삼각근 견봉 골부착부병은 혈청반응음성관절염(seronegative spondylarthropathy)을 보여주는 지표이며, 병의 감지는 적절한 임상적 혈청학적 조사가 뒤따라야 한다.

## 동물
삼각근은 사람과(hominidae family) 동물에게도 보인다. 인간의 삼각근은 오랑우탄과 같은 유인원에게서 보이는 회전근개와 비슷한 크기이다. 오랑우탄은 양손을 번갈아 사용하여 매달리면서 건너가는 습성이 있고, 어깨로 체중을 지탱하는데 필요한 근육덩어리가 있다. 다른 유인원으로 침팬지에게 있어 삼각근은 사람보다 커서, 사람은 평균 191.9그램인데 반해 오랑우탄은 평균 383.3 그램이다. 특히 너클보행(knuckle walking, 고릴라나 침팬지처럼 앞다리 지관절을 이용하여 걷는 방식)을 하는 유인원들에게 있어 체중을 지탱하기 위해 회전근개가 인간보다 크다.
삼각근은 박쥐와 익룡(pterosaur)의 날개 근육계(wing musculature)의 주요 구성요소지만, 관군 조류(crown-group bird)에게서는 흉골부착근(sternum attached muscles)이 발달하면서 삼각근이 퇴화되었다. 그러나 일부 중생대 비행 수각룡(Mesozoic flying theropod)은 삼각근이 잘 발달되어 있다.

## 같이 보기
- 근육
- 근육계통
- 인체 골격근 목록
- 인체 뼈 목록
- 인체 신경 목록
- 해부학 용어
  - 근육에 대한 해부학 용어
  - 운동에 대한 해부학 용어
  - 위치에 대한 해부학 용어

### 운동
- 턱걸이